# Filip Helander
Filip Viktor Helander, född 22 april 1993 i Södra Sallerups församling i Malmö, är en svensk fotbollsspelare (mittback) som spelar för cypriotiska Omonia.

## Klubbkarriär
Helanders moderklubb är Kvarnby IK. Därefter spelade han som junior för Husie IF. Som 14-åring gick han över till Malmö FF. Som 18-åring fick han sommaren 2011 lärlingskontrakt och flyttades upp i A-laget. 
I september 2011 förlängde han sitt lärlingskontrakt med Malmö FF till 2013, men redan året efter skrev han på ett A-lagskontrakt till och med år 2015. Helander gjorde sin debut i Allsvenskan för Malmö FF i 1–0 vinsten över Syrianska FC den 17 oktober 2011. Under hösten 2012, tog Helander över den ena platsen som mittback när Daniel Andersson tvingades till ett skadeuppehåll, en ordinarie plats som han behöll fram tills han lämnade klubben. Han var under sin tid i klubben med och vann SM-guld både 2013 och 2014.
Den 22 juli 2015 meddelade Malmö FF att Helander sålts till italienska Hellas Verona. Den 13 juli 2019 värvades Helander av skotska Rangers, där han skrev på ett fyraårskontrakt.
Efter att kontraktet med Rangers löpt ut skrev Helander på ett ettårigt kontrakt med Odense BK. I juli 2024 skrev han på ett tvåårskontrakt med cypriotiska Omonia.

## Meriter

### Inom klubblag
Malmö FF
- Allsvenskan: 2013, 2014

 Rangers
- Premiership 2020/2021

### Landslag
Sverige
- U21-Europamästerskapet i fotboll: 2015